# José Gonçalves Viana
José Gonçalves Viana (Alegrete, 27 de junho de 1843 — Porto Alegre, depois de 1894) foi um professor, orador e padre brasileiro.
Filho de José Gonçalves Viana e Emilia Delfina de Oliveira, estudou no Seminário Episcopal de Porto Alegre, sendo discípulo do celebrado padre João de Santa Bárbara em filosofia e retórica, aperfeiçoando-se em Roma, onde doutorou-se em filosofia, e lá foi ordenado padre pelo cardeal Constantino Patrizi em 1866. Segundo Aquiles Porto Alegre, ao retornar a Porto Alegre já vinha precedido da fama de grande orador sacro. Pouco depois de chegar foi indicado cônego da Catedral Metropolitana, nomeado cura da Catedral em 1867, sendo colado em 1871. Também atuou como capelão da penitenciária, provedor e capelão da Irmandade do Santíssimo Sacramento e Madre de Deus, e tesoureiro do Asilo Padre Cacique.
Dominava várias línguas, foi professor público de filosofia no Instituto Porto-Alegrense, no Liceu Dom Afonso e no Ateneu Rio-Grandense, examinador de latim, professor de latim e filosofia no Instituto Brasileiro e no afamado Colégio Rio-Grandense de Apolinário e Apeles Porto Alegre, e lecionou filosofia racional e moral no Seminário. Foi membro fundador do Parthenon Litterario, a mais importante instituição cultural do estado no século XIX.
Aquiles Porto Alegre, que o conheceu pessoalmente, assim registrou sua figura: "Se era considerado um luzeiro do magistério não o era menos na tribuna sagrada, onde tantas e tantas vezes, nos seus arroubos oratórios, nos fazia lembrar Bossuet e o padre Antônio Vieira, cujos sermões serão sempre lidos com o encanto e a frescura, como se fossem inspirados agora. Na sua época era reputado o nosso mais ilustre pregador. Os seus sermões eram considerados verdadeiras peças de literatura, que se recomendavam pelo arcabouço filosófico, pelo fulgor do estilo e pela linguagem sábia e castiça". A imprensa da época confirma seu brilho e sua fama, e Guilhermino César, em sua História da Literatura do Rio Grande do Sul, também o coloca como um nome ilustre na oratória e no magistério.